# Jacob Luning Prak

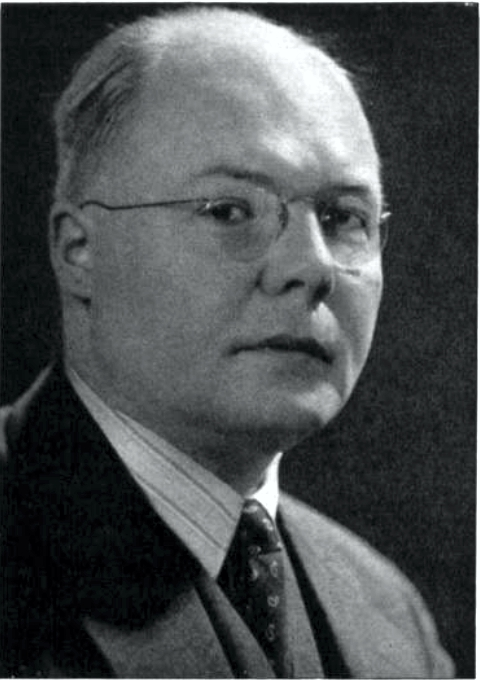
Jacob Luning Prak

Jacob Luning Prak (Ter Apel, 20 oktober 1898 - Rips, 29 april 1983) was een Nederlands psycholoog en organisatie-adviseur. Samen met H.J.F.W. Brugmans en Jac. Waldendorp behoort hij tot de wegbereiders van de psychotechniek in Nederland.
Prak werd geboren met de voornamen Jacob Luining en geslachtsnaam Prak, als zoon van de arts Johannes Prak (1868-1936) en Marie Christina Speckman (1869-1940). studeerde psychologie aan de Rijksuniversiteit Groningen en promoveerde hier in 1925 bij Gerard Heymans op het proefschrift "De psychotechniek der beroepskeuze".
Reeds in 1920 richtte hij samen met H.J.F.W. Brugmans in Groningen de Dr. D. Bosstichting op, waarbij Luning Prak begon als assistent van Brugmans. Dit was een van de eerste adviesbureaus in Nederland voor school- en beroepskeuze-adviezen. Na een betrekking als psychologisch adviseur bij Stork begon hij in 1924 als bedrijfpsycholoog bij Philips. Hier kreeg hij de opdracht een selectiesysteem te ontwerpen om arbeiders te testen. In de jaren dertig verhuisde hij naar Den Haag, waar hij het Psychologisch Instituut oprichtte. Hiermee bleef hij tot in de jaren vijftig actief.
Prak was getrouwd met Tjetske Greta Hanna Veenstra (1907) met wie hij verscheidene kinderen kreeg, onder wie architect, hoogleraar en beeldhouwer prof. Niels Luning Prak (1926-2002). 
Dr. J. Luning Prak overleed in 1983 op 84-jarige leeftijd.

## Publicaties
- 1921. Een psychologische analyse van de telefoniste. Met H.J.F.W. Brugmans. Groningen: Wolters.
- 1925. De psychotechniek der beroepskeuze. Proefschrift. Groningen: Wolters
- 1926. Een psychotechnisch onderzoek bij de N.V. Machinefabriek Gebr. Stork en Co. Met H.J.F.W. Brugmans. Groningen: Wolters.
- 1926. Een psychotechnisch onderzoek van assistenten van het Natuurkundig laboratorium der N.V. Philips' gloeilampenfabrieken. Met H.J.F.W. Brugmans. Groningen: Wolters.
- 1932. School, beroep en aanleg. Groningen: Wolters.
- 1936. Het minder begaafde kind. Den Haag: Boucher.
- 1936. Het begaafde kind. Den Haag: Boucher.
- 1938. Aanleg en toekomst: voorlichting bij school- en beroepskeuze. Zeist: Ploegsma.
- 1938. Menschen en mogelijkheden: een psychologische beschouwing over de variatie van het verstand. Amsterdam: Scheltema & Holkema.
- 1947. De moderne onderneming en haar personeel: een inleiding tot de psychotechniek. Met Adriaan de Groot (et al.). Amsterdam: "Kosmos".
- 1952. Tests op school. Groningen: Wolters.
- 1964. De waarde van de psychologische test. Amsterdam: Scheltema & Holkema
- 1976. De psychologische test voor onderwijs en maatschappij. Naarden: Strengholt.

- Biografisch Portaal: 92885938
- Digitale Bibliotheek voor de Nederlandse Letteren: luni001
- International Standard Name Identifier: 0000 0000 4138 9463
- Library of Congress Control Number: no96042179
- Nederlandse Thesaurus van Auteursnamen: 069251037
- Système universitaire de documentation: 189955376
- Virtual International Authority File: 51284397
- WorldCat: E39PBJrrxxBXbxFQybxRHCvGpP